# Hloechiv
Hloechiv (Oekraïens: Глухів, Hlukhiv [ˈɦluxiu̯]; Russisch: Глухов, [ˈgluxəf]) is een stad in Oekraïne. De stad is het administratief centrum van de gelijknamige rajon, waar het echter zelf geen deel van uitmaakt, en behoort tot de oblast Soemy, in het noordoosten van het land. De stad heeft ca. 36.000 inwoners (stand 2005).
Hloechiv is een van de oudste steden van Oekraïne: het bestaan ervan gaat minstens terug tot 992. De oudste schriftelijke vermelding van de naam Hloechiv vinden in de Ipatjevkroniek, onder het jaar 1152. In 1644 kreeg de stad - toentertijd in het Pools-Litouwse Gemenebest - stadsrechten naar het model van Maagdenburg.
Later, in de achttiende eeuw, lag Hloechiv in de kozakkenstaat op de linkeroever van de Dnjepr, deel van het Russische keizerrijk. Onder de hetmannen Ivan Skoropadsky (1708-1722) en Danylo Apostol (1727-1734) was Hloechiv de hoofdstad van deze staat.

## Onderzoeksinstituut
In de stad bevindt zich het Instituut voor Bastvezelgewassen (Instytoet loebjanych koeltoer) van de Nationale Academie van Wetenschappen van Oekraïne. Dit instituut is een van de grootste onderzoeksinstituten ter wereld die zich bezighouden met de studie naar hennep.

## Geboren
- Dmitri Bortnjansky (18 oktober 1751), Russisch componist
- Sergij Sednev (19 december 1983), biatleet

## Foto's

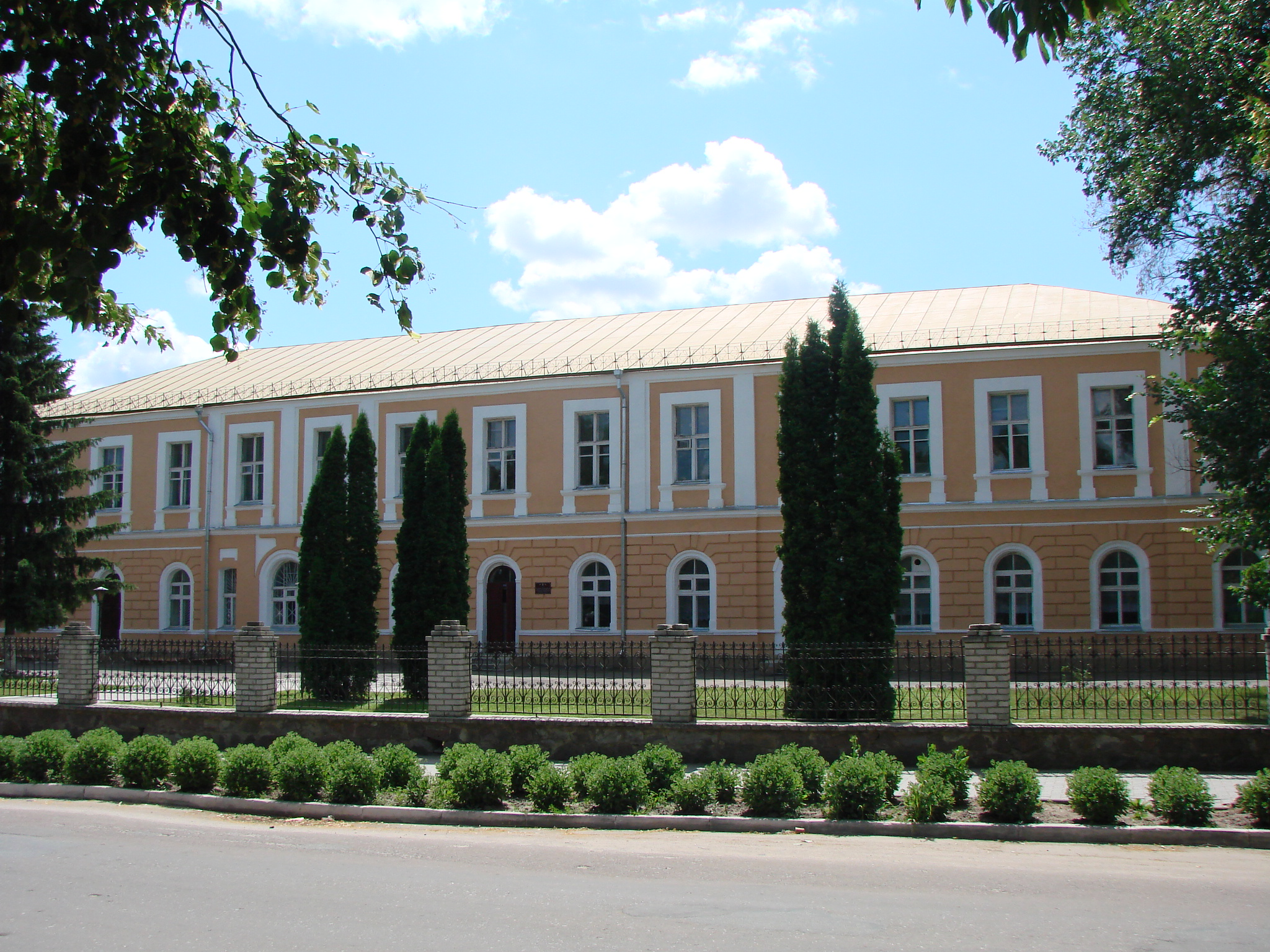
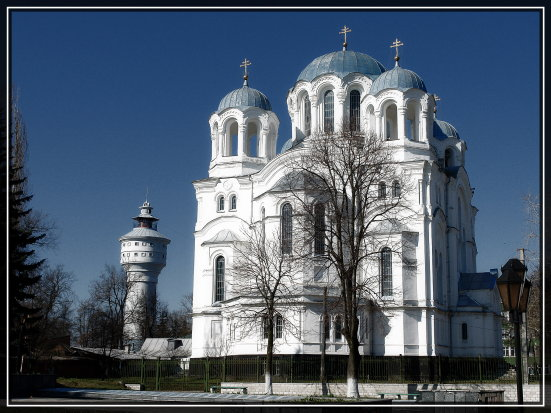
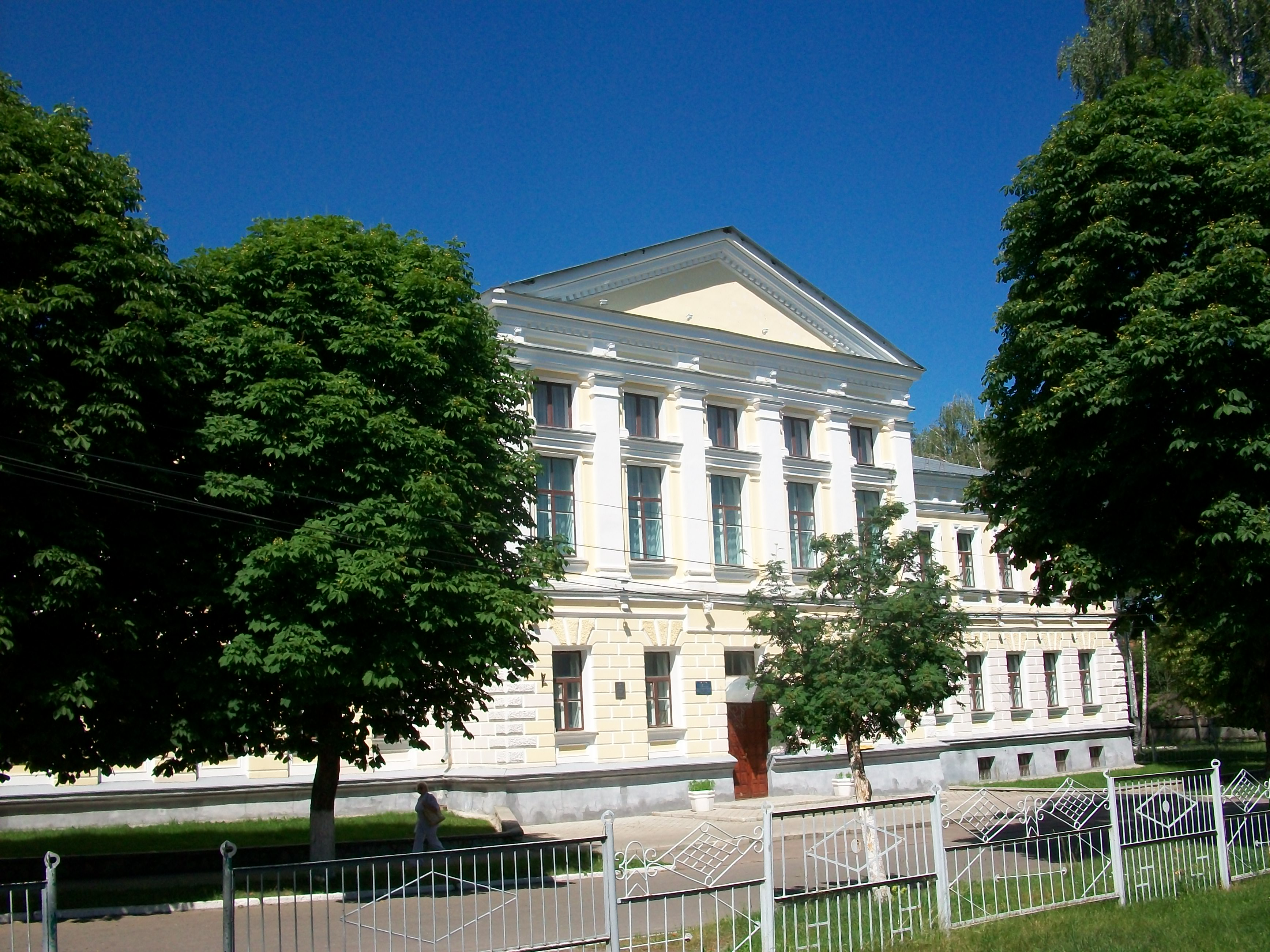